# Infanteria de Marina de Síria
La Infanteria de Marina de Síria (en àrab: المشاة من بحري سوريا) o els marines sirians es una unitat que té la seva base en la governació de Latakia. Ha participat en les operacions militars de la Guerra civil siriana. El mes de febrer de l'any 2016, un gran nombre de convoys d'infants de marina sirians van ser desplegats en la Batalla de Palmira al nord de Latakia. En el dia 8 de setembre de 2016, més de 1,000 cadets del cos de marines sirians van completar un curs d'entrenament de sis mesos amb l'assistència de consellers russos en la governació de Latakia.